# 桂英史
桂 英史（かつら えいし, 男性, 1959年 - ）は、日本のメディア論研究者。東京藝術大学大学院映像研究科教授。専門は映像メディア学、芸術実践論、図書館情報学。

## 経歴
長崎県出身。図書館情報大学図書館情報学部図書館情報学科卒業、同大学院図書館情報学研究科修士課程図書館情報学専攻修了。富士ゼロックス情報システム、学術情報センター(現・国立情報学研究所)助手、ピッツバーグ大学客員研究員、東京造形大学造形学部助教授、東京芸術大学美術学部先端芸術表現科助教授等を経て現職。
メディアや文化に関する著述をおこなうほか、国内外で公共的な文化施設のプランニングや各種文化イベントのプロデュースに携わっている。

## 著書
- 『メディアエコロジー』（左右社, 2024年）
- 『表現のエチカ』（青弓社, 2020年）
- 『インタラクティヴ・マインド(新版)』（NTT出版, 2002年12月）
- 『人間交際術』（平凡社/平凡社新書122, 2001年）
- 『東京ディズニーランドの神話学』（青弓社/青弓社ライブラリー1, 1999年）
- 『司馬遼太郎をなぜ読むか』（新書館,1999年）
- 『メディア論的思考』（青弓社, 1996年5月）
- 『インタラクティヴ・マインド』（岩波書店, 1995年）
- 『図書館建築の図像学』（INAX/INAX ALBUM 22, 1999年）